# L'incubo nero
L'incubo nero (The Black Path of Fear) è un romanzo scritto da Cornell Woolrich nel 1944. Tradotto in varie lingue, in Italia è stato pubblicato nel 1950, nella collana Il Giallo Mondadori.

## Trama
Scott è arrivato a L'Avana insieme a Eve Roman, la giovane moglie del suo principale. I due sanno che la loro fuga d'amore li espone alla vendetta di Ed Roman, ricco e potente malavitoso di Miami. Nonostante la preghiera della donna di nascondersi in albergo, Scott si lascia condurre da una guida in un locale chic per un brindisi. Un fotografo arriva per immortalare la coppia e i clienti gli fanno spazio; Eve ha un abito bianco ed è piena di gioielli. Appena avvenuto lo scatto fotografico, Scott si accorge che Eve sta cadendo al suolo e qualcuno le ha immerso nel fianco un lungo pugnale con impugnatura di giada. Eve spira e arrivano sul posto le forze di polizia.
Il capo investigatore, Acosta, parla un buon inglese e interroga Scott, il quale si dichiara innocente. Poiché, prima di giungere al locale, Scott aveva acquistato un pugnale molto simile a quello che aveva ucciso Eve, Acosta gli concede di andare nel negozio cinese per un confronto con il commerciante, un certo Cin. Ma, con sbalordimento di Scott, il cinese dichiara di avergli venduto proprio quel pugnale e mostra gli altri pugnali della serie: così Scott è pronto per l'incriminazione. Disperato e convinto di morire, il giovane sorprende le guardie e riesce a fuggire nel quartiere cinese e a rifugiarsi in un alloggio che sembra vuoto.
Nel buio, Scott è raggiunto da una persona che gli pone domande tenendogli un coltello premuto sul collo. È una donna e presto si dimostra solidale. Si fa chiamare Media Noche, ossia Mezzanotte, e ha perso il suo compagno due settimane prima. Gli aiuti che Mezzanotte fornisce a Scott sono giustificati con l'espressione "porto fiori su una tomba", intendendo che fa ogni cosa in memoria del suo uomo. Subito nasconde Scott nel letto segnandogli la schiena con un rossetto in molti punti e, quando la polizia irrompe nella stanza, gli agenti credono che Scott sia un uomo malato di vaiolo. Atterriti, fuggono da lì, dopo aver apposto un cartellino sulla porta con scritto "Viruela".
Scott è convinto che nella fotografia fatta con Eve ci possa essere qualche prova che lo scagioni, così Mezzanotte trova il recapito del fotografo, Campos. Sfuggendo agli agenti che pattugliano la zona, Scott arriva alla casa del fotografo, ma la stanza ha subito un'effrazione e probabilmente Campos è stato rapito. Allora ritorna da Mezzanotte e lei architetta un bizzarro piano: un altro cinese suo vicino, tale Quon, è oppiomane e lei riesce a indurlo a portare Scott in una sala clandestina da fumo, da dove dovrebbe arrivare al cinese che gli ha venduto il pugnale e farlo parlare, per capire cosa è avvenuto e per conto di chi ha agito. Intanto Mezzanotte si tiene pronta ad avvertire la polizia, perché faccia un'irruzione nel club degli oppiomani.
Il piano riesce e Scott, dopo essersi finto un aspirante fumatore di oppio, trova il modo di entrare nella casa del cinese Cin. Il pericolo è immenso perché una giovane nipote di Cin lo punge, iniettandogli un anestetico che blocca quasi del tutto i suoi movimenti. Sicuri che non darà più fastidio, compaiono Cin, un capitano di nome Paulsen e altri uomini. Essi gli mostrano il fotografo, imprigionato in un armadio e ancora vivo, in attesa di venire trasportato con Scott su una nave contrabbandiera, da cui saranno gettati in fondo all'oceano. I delinquenti non esitano a vantarsi di come sono riusciti a uccidere Eve e incastrare Scott con la storia dei pugnali, ma erano convinti di aver eliminato ogni prova o contatto e invece ora devono sbarazzarsi di due uomini. Chiudono Scott nell'armadio con Campos e lui pensa che morirà. Invece il mattino dopo si ritrova salvo e libero alla stazione di polizia.
La foto di Campos inchioda Paulsen, che è stato arrestato. Cin si è tolto la vita con la nipote. Ogni legame tra Roman e chi ha agito a Cuba è impossibile da ricostruire e Acosta si rifiuta di proseguire l'indagine. Così Scott parte per la Florida, raggiunge la casa di Roman, in una lotta senza quartiere uccide lo stesso Roman e Jordan, sua guardia del corpo intervenuta in soccorso. Prima di andarsene incontra il domestico di Roman, Job, il quale rimpiange la giovane padrona e non muoverà un dito per quei due, che da tempo litigavano di continuo e possono essersi fatti fuori in uno scontro. A Scott non resta che tornare a L'Avana, congedarsi da Mezzanotte e Acosta. È ora che anch'egli porti i fiori ad una tomba, quella della sua Eve.

## Personaggi
- Scott (Scotty, Bill o William Scott), protagonista del libro e narratore in prima persona;
- Eve Roman, la giovane di cui si è innamorato Scott e che ricambia il suo amore;
- Eddie Roman, marito di Eve, ricchissimo e malavitoso;
- Jordan (Bruno Giordano), guardia del corpo di Ed Roman;
- Job, domestico di colore di Roman;
- Cin (Tío Cin), commerciante cinese di oggetti caratteristici;
- Acosta, funzionario della Polizia de L'Avana;
- Mezzanotte (Media Noche), giovane donna cubana dedita a varie attività illecite: aiuta Scott per un suo ideale (odia la polizia) e in memoria del suo compagno, morto due settimane prima di vaiolo;
- Campos, fotografo per turisti;
- Quon, cinese oppiomane vicino di stanza di Mezzanotte;
- Paulsen, capitano danese di un naviglio che contrabbanda merce da Cuba alla Florida;

## Opere derivate
- Dal romanzo è stato tratto nel 1946 il film Incatenata, diretto da Arthur Ripley, con Robert Cummings, Michèle Morgan, Steve Cochran[3][4].
- Il 30 dicembre 1954, nella serie televisiva Lux Video Theatre (quinta stagione, episodio 19), è andato in onda The Chase , diretto da Richard Goode, con James Arness, Frances Bavier, Ken Carpenter.[5]

## Edizioni in italiano
- Cornell Woolrich, L'incubo nero, A. Mondadori, Milano 1950
- Cornell Woolrich, L'orrore nero: (Contiene. L'incubo nero. L'Angelo nero. (the Black Angel). Appuntamenti in nero. (rendez-vous in Black). traduzione dall'inglese, A. Mondadori, Milano-Verona 1952
- Cornell Woolrich, La sposa era in nero; L'incubo nero; L'angelo nero, Club degli editori, Milano 1973
- Cornell Woolrich, L'incubo nero, traduzione di Mauro Boncompagni, Mondadori, Milano 2008